# Ferdinand August von Langermann und Erlencamp
Freiherr Ferdinand August von Langermann und Erlencamp (* 25. Februar 1814 in Brodelwitz (Kreis Steinau); † 26. Juni 1879 in Dresden) war königlich preußischer Generalmajor und zuletzt Kommandeur des 6. Ulanen-Regiments.

## Herkunft
Seine Eltern waren der Herr auf Brodelwitz Christoph von Langermann und Erlencamp (* 16. Juni 1784; † 28. Juni 1844) und dessen Ehefrau die Freiin Wilhelmine Friederike Christiane Henriette von Zedlitz (* 25. April 1786; † 12. Juli 1856).

## Leben
Er besuchte das Gymnasium in Glogau. Nach seinem Abschluss ging er am 28. Januar 1831 als Musketier in das 6. Infanterie-Regiment. Er wurde am 30. April 1831 zum Portepeefähnrich ernannt und am 13. Dezember 1832 in das 7. Infanterie-Regiment versetzt. Dort wurde er am 12. März 1834 zum Seconde-Lieutenant ernannt. Am 26. Juni 1846 wurde er auf eigenen Wunsch in das 6. Kürassier-Regiment aggregiert und dort am 2. April 1846 mit Patent zum 12. März 1834 einrangiert. Dort wurde er am 9. Mai 1848 zum Premier-Lieutenant befördert. Vom 21. Oktober 1849 bis zum 12. November 1850 sowie vom 30. März 1851 bis zum 30. September 1851 wurde er in die Militär-Reitschule abkommandiert. Am 22. Juni 1852 zum Rittmeister befördert, kam er am 11. Dezember 1852 als Führer in das 2. Eskadron des 6. schweren Landwehr-Reiter-Regiments. Schon am 4. August 1853 kam er als Eskaronschef zurück in das 6. Kürassier-Regiment. Er wurde am 14. Juni 1859 zum Major befördert und zeitgleich als etatsmäßiger Stabsoffizier in das 1. Kürassier-Regiment versetzt, am 25. Juli 1859 wurde er in das Regiment aggregiert.
Am 12. Mai 1860 wurde er dann etatsmäßiger Stabsoffizier im 10. Ulanenregiment. Am 9. Januar 1864 wurde er mit der Führung des 6. Ulanen-Regiments beauftragt und dazu à la suite des Regiments gestellt, am 25. Juni 1864 wurde er als Kommandeur bestätigt. Am 23. September 1865 erhielt er dafür den Roten Adlerorden 4. Klasse.
Im Deutschen Krieg von 1866 kämpfte er bei Liebenau, Münchengrätz, Preßburg und Königgrätz. Am 20. September 1866 wurde er dafür zum Oberst befördert und mit dem Roten Adlerorden 3. Klasse mit Schwertern ausgezeichnet.
Am 9. Juni 1870 bekam er den Charakter als Generalmajor und wurde mit Pension zur Disposition gestellt. Er starb am 26. Juni 1879 in Dresden.
Er war Mitglied der Neubrandenburger Freimaurerloge Zum Friedensbunde.

## Familie
Langermann heiratete am 28. September 1842 in Penzlin Gebhardine Amalie Henriette Karoline Ernestine Sophie von Malzahn (* 25. Mai 1817; † 10. Juli 1880), eine Tochter des Erblandmarschalls Georg Ferdinand Friedrich von Maltzahn und dessen erster Gattin Sophie von Moltke (* 1783; † 1834). Die Söhne gingen teils in die USA, so ehelichte August  (* 1843; † 1906) seine Athalie Guilotte, die Witwe lebte dann in Texas. Der zweite Sohn Rudolf (* 1847) heiratete Rosalie Georgine Lozes, er lebte als Witwer um 1920 in New Orleans, ihr gemeinsamer Sohn hieß August. Der dritte Sohn war der Generalleutnant z. D. und Rechtsritter des Johanniterordens, Exz. Karl von Langermann und Erlencamp  (* 1850). Er lebte mit seiner Frau Maria Mayer in Wiesbaden, sie hatten zwei Töchter, Sophie, verheiratet mit Hermann von Papen, und Marianne, die ledig blieb.